# Bernhard Edmaier
Bernhard Edmaier (* 1957 in München) ist ein deutscher Geologe und Fotograf.

## Leben
Bernhard Edmaier studierte Bauwesen und Geologie an der Technischen Universität München.  Er arbeitete  als Geologe im Tunnelbau.  1993 macht er die Fotografie zu seinem Hauptberuf und  gründete – basierend auf seiner geologischen Ausbildung – die Agentur „Geophot – Bilder der Erde“. Er hat sich auf Luftbildfotografie spezialisiert.
In seinen Fotoprojekten setzt er sich mit den vielfältigen Strukturen, Farben und Formen der Erdoberfläche  auseinander. Er arbeitet dabei eng mit der Geologin und freien Wissenschaftsautorin  Angelika Jung-Hüttl zusammen.  Seine Bilder erscheinen in diversen nationalen und internationalen Magazinen (vgl. Weblinks), werden in Bildbänden veröffentlicht und in Ausstellungen gezeigt. In seinem Bildband „Earthsong“ eröffnet er eine neue, auf Bildmuster orientierte Blickweise auf die Erde. 
Für seine Art der Landschaftsfotografie wurde Bernhard Edmaier 1998 mit dem Kodak-Fotobuchpreis und 2001 mit dem renommierten Hasselblad Master Award (vgl. Weblinks) ausgezeichnet. 
Bernhard Edmaier lebt in Ampfing bei Mühldorf am Inn.

## Bildband „Earthsong“
Das 2004/05 erschienene Fotobuch (Textautorin: Angelika Jung-Hüttl) kombiniert großformatige, eigenwillig ausgewählte Luftbilder mit geologischen und geomorphologischen Sachtexten. Er beschreibt die Erde anhand spezieller Wasser-, Gesteins- und Landformen und lässt ein neues Bild der Erde entstehen. 
Die Gliederung der Fotos und Texte folgt einer künstlerisch-geografischen Thematik:
- Kurze Erdgeschichte
- Wasser (Meer, Flüsse, Seen, Riffe usw.)
- Ödland (Hochgebirge, Tundra usw.)
- Wüste (Sand- und Steinwüste, Eis- und Vulkanwüsten usw.)
- Grün (Fluss- und Landformen, Vegetation)

Ein Ziel des Bandes ist, mit Luftaufnahmen und Fernblicken sowie dem Vergleich von Mustern die Erde als Kunstwerk zu betrachten. Die Bilder und Themen sind nicht – wie in den meisten Fachbüchern – nach ihrer wissenschaftlichen Typologie oder Entstehung geordnet, sondern nach ihrem Erscheinungsbild. Einleitend schreiben die Autoren dazu: 
„Noch gibt es von Menschenhand unberührte Gegenden auf der Erde. Dort herrscht die Natur, und natürliche Erscheinungsformen prägen die Landschaft …“. Die Bilder fangen „die atemberaubende Schönheit dieser Landstriche ein“ und dokumentieren „Phänomene, die nur Augenblicke, aber auch Jahrmillionen währen können“.
Das ungewöhnliche Nebeneinander etwa von arktischen Gletschermassen und tropischen Ozeanen eröffnet verblüffende Ähnlichkeiten. Die exzentrische Abfolge – aus emotional-künstlerischen Sichtweisen entstanden – gibt neue Einblicke in die Formung der Erdoberfläche. Der Bildband ist in sechs Sprachen erschienen.

## Veröffentlichungen
- Earthsong, Phaidon Verlag, Berlin/London/New York 2004, ISBN 978-0-7148-9424-9.
- Die Muster der Erde, Phaidon Verlag, Berlin 2007, ISBN 978-0-7148-9719-6.
- Earth on Fire – how volcanoes shape our earth, Phaidon Verlag, London/New York 2009, ISBN 978-0714857008
- Kunstwerk Alpen. Bergverlag Rother, München 2012, ISBN 9783763370603
- Geoart Deutschland, BLV-Verlag, München 2003
- Atelier Erde, BLV-Verlag, München 2000
- Kunstwerk Erde, BLV-Verlag München 1998
- Eisige Welten, BLV-Verlag, München 1996
- Vulkane, BLV-Verlag, München 1994

## Ausstellungen (Auswahl)
- 2005: Earthsong, Festival de la Scienza, Genua
- 2006: Earthsong, Future Centre, Venedig
  - Chants de la Mer, Festival International des Photo de Mer, Vannes
- 2007: Earthsong, Museum Naturalis Leiden
- 2008: Earthsong, Fotofestival in Oulu
  - Geoscapes, Konika-Minolta/Plaza-Gallery, Tokio
  - Earthsong, Musée d’Histoire Naturelle, Luxemburg
- 2011: Wüst, Kallmann-Museum, Ismaning
  - Kunstobjekt Erde, Haus der Fotografie, Burghausen
  - Kunstwerk Alpen, Naturkundemuseum Bozen
- 2012: Kunstwerk Alpen, Museum Mensch und Natur, München; Städtische Galerie Iserlohn
- 2017: Kunstwerk Alpen, Gletschergarten Luzern